# Yutaka Akita
Yutaka Akita (秋田 豊 Akita Yutaka?,  nacido el 6 de agosto de 1970 en Nagoya, Aichi) es un exfutbolista y actual entrenador japonés. Jugaba de defensa y su último club fue el Kyoto Sanga de Japón. Actualmente no dirige a ningún equipo.

## Trayectoria

### Clubes como futbolista
| Club                 | País  | Año         |
| -------------------- | ----- | ----------- |
| Kashima Antlers      | Japón | 1993 - 2003 |
| Nagoya Grampus Eight | Japón | 2004 - 2006 |
| Kyoto Sanga          | Japón | 2007        |

### Selección nacional como futbolista
| Selección | País  | Año         |
| --------- | ----- | ----------- |
| Absoluta  | Japón | 1995 - 2003 |

### Clubes como entrenador
| Club                 | País  | Año         |
| -------------------- | ----- | ----------- |
| Kyoto Sanga          | Japón | 2010        |
| Machida Zelvia       | Japón | 2012 - 2013 |
| Iwate Grulla Morioka | Japón | 2020 - 2023 |

## Estadísticas

### Selección nacional
Fuente:
| Selección de Japón | Selección de Japón | Selección de Japón |
| Año                | Part.              | Goles              |
| ------------------ | ------------------ | ------------------ |
| 1995               | 2                  | 1                  |
| 1996               | 2                  | 0                  |
| 1997               | 16                 | 2                  |
| 1998               | 10                 | 0                  |
| 1999               | 7                  | 0                  |
| 2000               | 0                  | 0                  |
| 2001               | 0                  | 0                  |
| 2002               | 3                  | 0                  |
| 2003               | 4                  | 1                  |
| Total              | 44                 | 4                  |

#### Participaciones en fases finales
| Torneo                         | Sede                   | Resultado        | Partidos | Goles |
| ------------------------------ | ---------------------- | ---------------- | -------- | ----- |
| Juegos Asiáticos de 1994       | Hiroshima              | Cuartos de final | 0        | 0     |
| Copa Asiática 1996             | Emiratos Árabes Unidos | Cuartos de final | 1        | 0     |
| Copa Mundial de Fútbol de 1998 | Francia                | Primera fase     | 3        | 0     |
| Copa América 1999              | Paraguay               | Primera fase     | 3        | 0     |
| Copa Mundial de Fútbol de 2002 | Corea del Sur / Japón  | Octavos de final | 0        | 0     |
| Copa Confederaciones 2003      | Francia                | Primera fase     | 0        | 0     |

## Palmarés

### Como futbolista

#### Títulos nacionales
| Título             | Club            | País  | Año  |
| ------------------ | --------------- | ----- | ---- |
| J1 League          | Kashima Antlers | Japón | 1996 |
| Supercopa de Japón | Kashima Antlers | Japón | 1997 |
| Copa J. League     | Kashima Antlers | Japón | 1997 |
| Copa del Emperador | Kashima Antlers | Japón | 1997 |
| Supercopa de Japón | Kashima Antlers | Japón | 1998 |
| J1 League          | Kashima Antlers | Japón | 1998 |
| Supercopa de Japón | Kashima Antlers | Japón | 1999 |
| Copa J. League     | Kashima Antlers | Japón | 2000 |
| J1 League          | Kashima Antlers | Japón | 2000 |
| Copa del Emperador | Kashima Antlers | Japón | 2000 |
| J1 League          | Kashima Antlers | Japón | 2001 |
| Copa J. League     | Kashima Antlers | Japón | 2002 |

#### Títulos internacionales
| Título               | Club (*)        | Sede  | Año  |
| -------------------- | --------------- | ----- | ---- |
| Copa de Campeones A3 | Kashima Antlers | Tokio | 2003 |

(*) Incluyendo la selección

#### Distinciones individuales
| Distinción                         | Año  |
| ---------------------------------- | ---- |
| J. League Best XI                  | 1997 |
| MVP del Campeonato de la J. League | 1998 |
| J. League Best XI                  | 1998 |
| AFC All Star Team                  | 1998 |
| J. League Best XI                  | 2000 |
| J. League Best XI                  | 2001 |
| MVP de la Copa de Campeones A3     | 2003 |
| Premio al Logro Antlers            | 2009 |